# Iglesia de Santa Liberata
La iglesia de Santa Liberata es un templo de culto católico ubicada en la Alameda de los Descalzos en el distrito del Rímac, en la ciudad de Lima, capital del Perú.

## Historia
En el lugar donde se levanta en la actualidad el complejo religioso, existió, previo a la construcción del templo, un huerto de naranjos. El día 20 de enero de 1711, se presentó al cura del templo del Sagrario, ubicado al lado izquierdo de la Catedral de Lima, un joven pidiéndole le permita buscar su constancia de bautismo en los libros parroquiales. El presbítero accedió gustosamente, porque además el solicitante al parecer era de buenos modales y costumbres; pero es el caso que en una pequeña distracción del párroco, por su confianza extrema en los fieles, había desaparecido el copón de oro que contenía las hostias consagradas para los diversos templos de Lima. 
Nadie se había percatado de lo sucedido, hasta que una vez, lo necesitaban y que fue el día 30 de enero, cuando requería administrar el viático a un moribundo, dándose con la enorme sorpresa que el copón no se encontraba en su lugar, lo que ocasionó que se armara una gran revuelta en toda la población, debido al incidente sacrílego, las autoridades eclesiásticas deciden cerrar todos los templos de la capital y suspender la administración de la eucaristía. Lima se quedó sin misas y sin el sacramento de la comunión. Con la finalidad de que se cogiera al ladrón, el entonces Virrey del Perú; Diego Ladrón de Guevara, ordena ir tras el criminal, en una tenaz persecución mediante alguaciles, oficiales y oficios, entre otras medidas que tenía a su alcance.
Al poco tiempo, el sacrílego ladrón fue capturado cuando intentaba venderle las piedras que adornaban el copón a un pulpero; Jaime Alvítez, quien denuncia el hecho a las autoridades. Ante la presión de los mismos, el ladrón de nombre: Fernando Hurtado de Chávez, confesó que había enterrado envuelto en un papel la reliquia junto a un árbol de naranjo en uno de los matorrales, cerca de la Alameda de los Descalzos. Lo sorprendente fue que, a pesar de que el agujero estaba lleno de lodo y agua, las 150 hostias que había en su interior estaban limpias. Dos años después se construyó allí el Templo de Santa Liberata. El altar mayor se ubica sobre el agujero donde fueron encontradas las hostias. Se le denominó a la edificación religiosa el nombre de Santa Liberata, por ser la patrona tutelar del pueblo natal del virrey, la ciudad española de Sigüenza.

## Galería

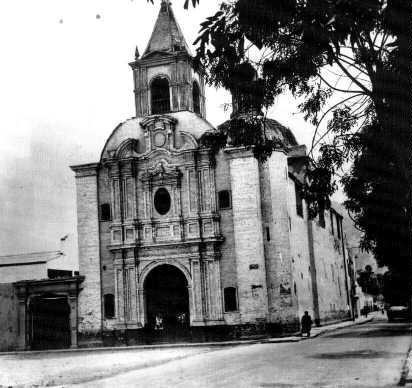
El templo en 1911
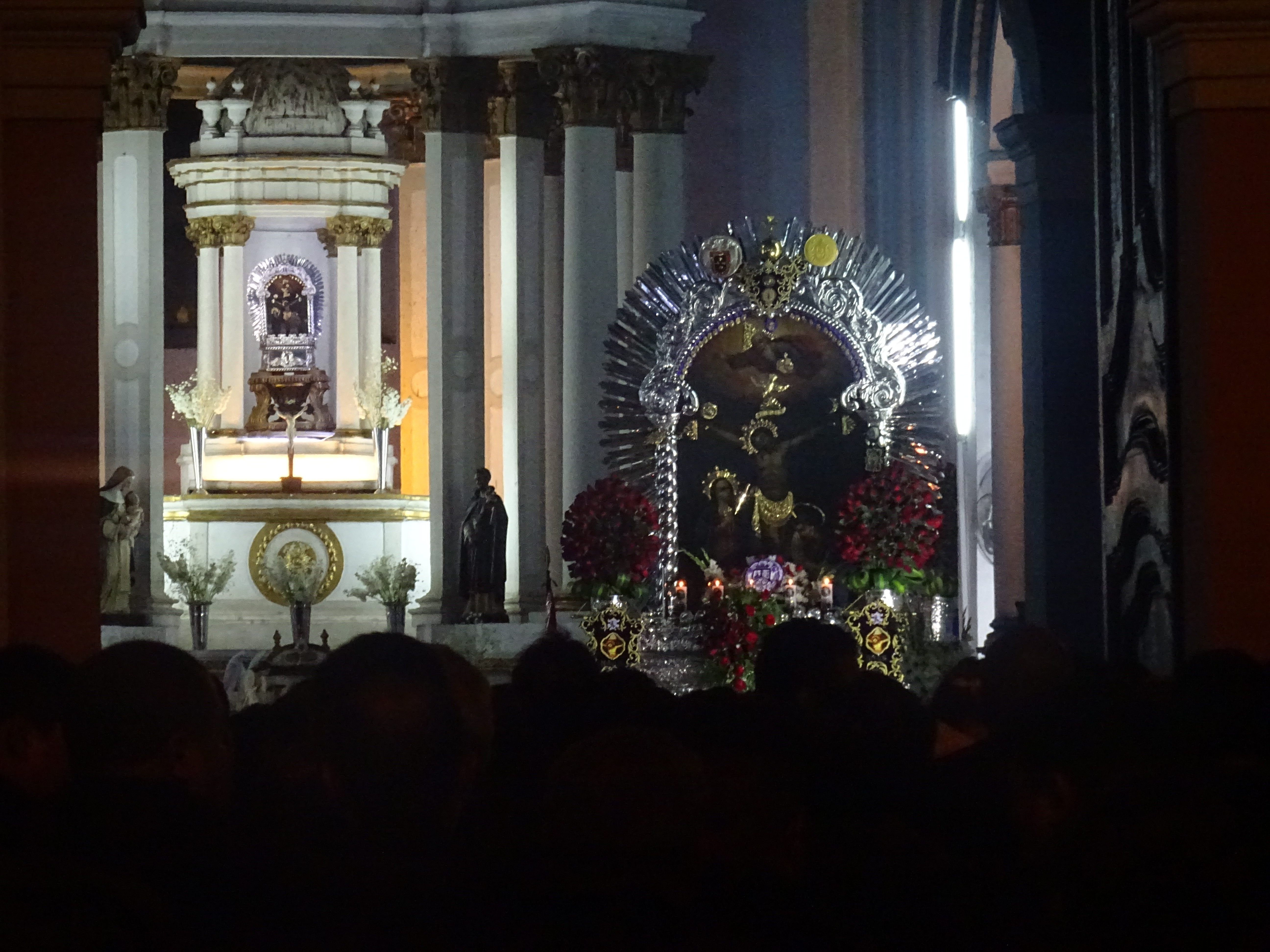
El interior en 2016
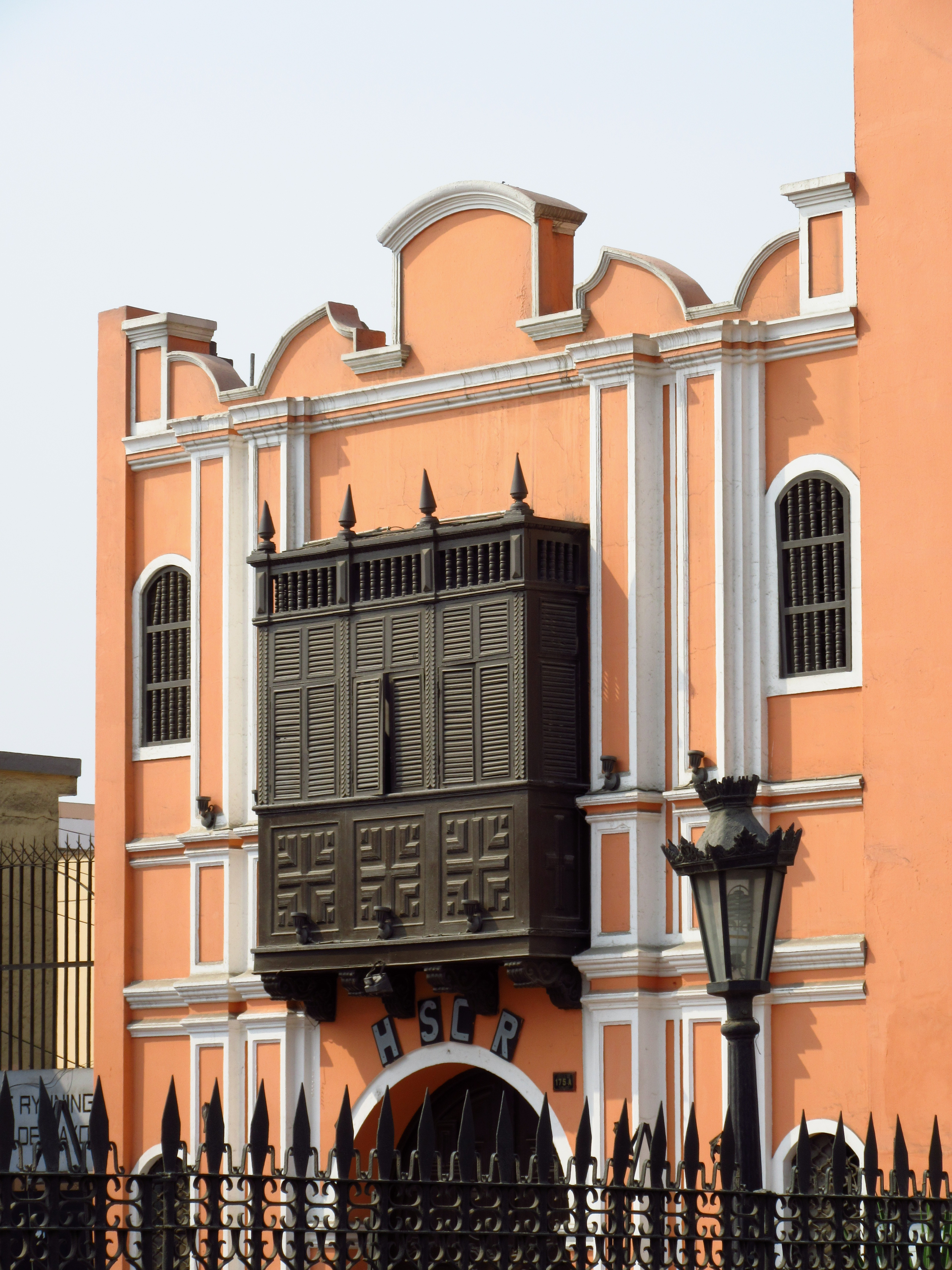
Balcón en la fachada